# Villa Hills
Villa Hills é uma cidade localizada no estado americano de Kentucky, no Condado de Kenton.

## Demografia
Segundo o censo americano de 2000, a sua população era de 7948 habitantes.
Em 2006, foi estimada uma população de 7707, um decréscimo de 241 (-3.0%).

## Geografia
De acordo com o United States Census Bureau tem uma área de
11,5 km², dos quais 9,6 km² cobertos por terra e 1,9 km² cobertos por água.

## Localidades na vizinhança
O diagrama seguinte representa as localidades num raio de 4 km ao redor de Villa Hills.